# Juha Tiainen
Juha Tiainen   (Uukuniemi, 5 de desembre de 1955 - Lappeenranta, 27 d'abril de 2003) fou un atleta finlandès, especialista en el llançament de martell, que va competir durant les dècades de 1970 i 1980.
El 1980 va prendre part en els Jocs Olímpics d'Estiu de Moscou, on fou desè en la prova del llançament de martell del programa d'atletisme. Quatre anys més tard, als Jocs de Los Angeles, va guanyar la medalla d'or en la mateixa prova. El 1988, a Seül, va disputar els seus tercers i darrers Jocs, en els quals no aconseguí classificar-se per a la final del llançament de martell.
Durant la seva carrera esportiva va disputar dos Campionat del Món d'atletisme, el 1983 i 1987, i tres Campionats d'Europa, el 1982, 1986 i 1990. Guanyà sos campionats finlandesos de martell, el 1977, 1979, 1981, 1984, 1987 i 1990.

## Millors marques
- Llançament de martell. 81,52 metres (1984)[2]